# Muzeum Regionalne w Siemiatyczach
Muzeum Siemiatyckiego Ośrodka Kultury w Siemiatyczach – muzeum z siedzibą w Siemiatyczach. Placówka jest miejską jednostką organizacyjną, działającą w ramach Siemiatyckiego Ośrodka Kultury.
Muzeum powstało w 1976 z roku inicjatywy Towarzystwa Przyjaciół Siemiatycz. Do 1993 roku placówka działała w dawnej oranżerii przy ul. Legionów Piłsudskiego 1, a następni została przeniesiona do budynku dawnej synagogi, pochodzącej z końca XVIII wieku, położonej przy ul. Zaszkolnej 1. Od 2001 roku muzeum działa jako galeria, w której prezentowane są prace malarskie Józefa Charytona, Leonidasa Wiszenko i Ryszarda Brzeskiego, oraz organizowane wystawy czasowe o charakterze regionalnym.